# Odynerus oligopunctatus
Espèce
Odynerus oligopunctatus est une espèce fossile d'insectes hyménoptères de la famille des Vespidae, de la sous-famille des Eumeninae et du genre Odynerus (les guêpes maçonnes).

## Classification
L'espèce Odynerus oligopunctatus est décrite en 1937 par le paléontologue français Nicolas Théobald (1903-1981) dans sa thèse,. 

### Fossiles
L'holotype F147 de l'ère Cénozoïque, et de l'époque Oligocène (33,9 à 23,03 Ma) fait partie de la collection Fliche, enseignant la botanique à l'École nationale des eaux et forêts à Nancy et vient du gisement éocène de Céreste, dans les Alpes-de-Haute-Provence, dans la réserve naturelle géologique du Luberon, gérée par le parc naturel régional du Luberon. Les échantillons se trouvent dans les calcaires en plaquettes "supérieurs" du bassin d'Apt-Forcalquier.

### Étymologie
L'épithète spécifique oligopunctatus signifie en latin « oligo-ponctué » ou « peu ponctué ».

## Description

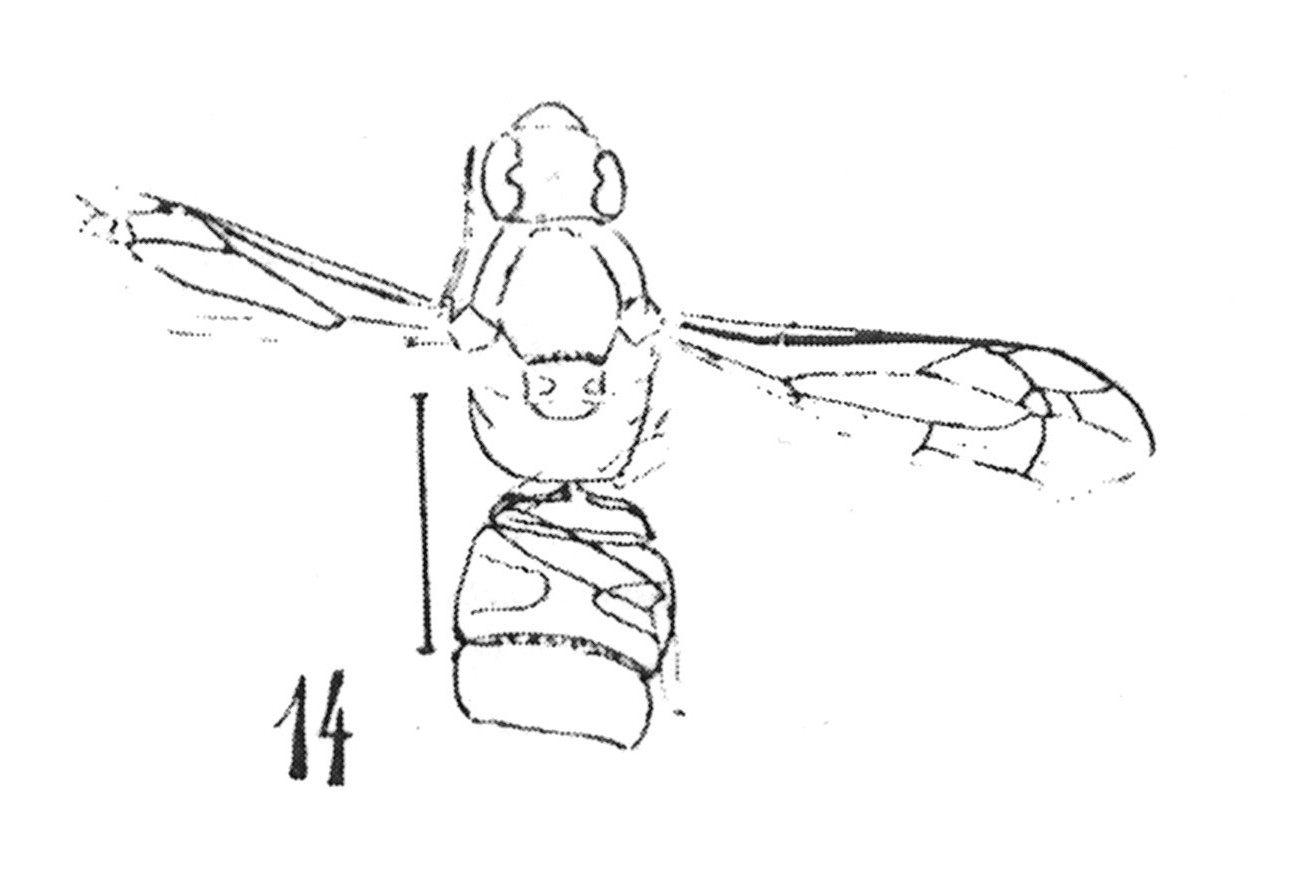
Odynerus oligopunctatus N. Théobald 1937 Holotype éch. F147 x2,5 p. 400 pl.XXVIII Insectes du Stampien de Céreste (Basses-Alpes).

### Caractères
La diagnose de Nicolas Théobald en 1937, : 

« Insecte de grande taille, coloration brun foncé avec taches claires sur thorax et abdomen. Ailes transparentes. Tête noire en avant, brune sur vertex ; bord postérieur droit ; clypeus arrondi à l'avant; deux gros yeux latéraux, réniformes ; trois ocelles. Thorax ovale, portant de fines ponctuations, tronqué à l'avant ; mésonotum à bord postérieur crénelé ; scutellum rectangulaire, postscutellum arrondi à l'arrière ; tegulae grandes. Abdomen subpétiolé, de forme ovoïde ; trois  segments sont conservés ; le premier porte un bourrelet saillant au bord postérieur ; léger étranglement entre le premier} et le deuxième segment ; le bord postérieur du deuxième segment forme une bande mince creusée de gros points ; deux taches claires latérales sur le deuxième segment. Pattes conservées en partie. Ailes grandes, transparentes ; nervation bien visible, une nervure radiale, trois cellules cubitales dont la deuxième reçoit les deux nervures récurrentes. ».

### Dimensions
La longueur conservée est de 11,5 mm, la longueur de l'aile antérieure de 10 mm, la longueur de la tête de 2 mm, la largeur de la tête 2 mm, la longueur du thorax 4,5 mm et la largeur 3,2 mm, la longueur de l'abdomen 4,5 mm et sa largeur 3,6 mm.

### Affinités
« L'échantillon appartient à la famille des Eumenidae et se rapproche des g. Pterocheilus, Rhynchium et Odynerus ; il semble plus voisin du g. Odynerus par la structure de l'abdomen. Le g. Odynerus comprend plus de 2 000 espèces répandues dans le monde entier. En l'absence des antennes et des palpes labiaux, l'échantillon ne peut être déterminé avec plus de précision. ».

### Publication originale
- [1937] Nicolas Théobald, « Les insectes fossiles des terrains oligocènes de France 473 p., 17 fig., 7 cartes,13 tables, 29 planches hors texte », Bulletin Mensuel de la Société des Sciences de Nancy et Mémoires de la Société des sciences de Nancy, Imprimerie G. Thomas,‎ 1937, p. 1-473 (ISSN 1155-1119 et 2263-6439, OCLC 786027547). .